# 青龙山街道 (清镇市)
青龙山街道是中华人民共和国贵州省貴陽市清镇市下辖的一个街道办事处。

## 建置沿革
2012年8月14日，贵阳市人民政府通知决定撤销49个街道办事处，设立90个社区服务中心。
2020年1月10日，贵阳市人民政府通知决定撤销社区服务中心，恢复设立街道办事处（2012年前称青龙街道）。
2020年5月14日，调整行政区划，青龙山街道辖清镇市云岭居委会、青龙居委会、周五井居委会、岭南居委会、新华居委会、梯青塔居委会、中环居委会、新民居委会、红旗居委会、前进居委会、盘化居委会、地勘居委会、东山居委会、岭北居委会、一一五居委会、明珠居委会、湖城居委会、塔山居委会、红枫居委会、弘业居委会、青龙村、中心村、大星村、东北村、三星村、东门桥村、石关村、凉水井村、梁家寨村、红湖村、塔山村、河堤村及原红枫湖镇陈亮堡村。

## 行政区划
青龙山街道下辖以下村级行政区划单位：
新华社区、青龙社区、云岭社区、周五井社区、岭南社区、弘业社区、红枫社区、塔山社区、红旗社区、盘化社区、前进社区、新民社区、梯青塔社区、地勘社区、中环社区、一一五社区、岭北社区、东山社区、明珠社区、湖城社区、中环河滨社区、青龙村、中心村、大星村、红湖村、塔山村、河堤村、三星村、东北村、陈亮堡村、东门桥村、梁家寨村、石关村、凉水井村。